# Mendelényi Tamás
Mendelényi Tamás (Budapest, 1936. május 2. – Várgesztes, 1999. szeptember 6.) olimpiai bajnok kardvívó, edző. Ágoston Judit olimpiai bajnok tőrvívó férje.

## Sportolói pályafutása
1950-től a Ganz Vasas, 1954-től a Budapesti Vasas, 1956-tól a Budapesti Honvéd, majd 1957-től a Budapesti VSC kardvívója volt. 1956-ban ifjúsági világbajnok lett, ettől kezdve szerepelt a magyar felnőtt válogatottban. Kétszer volt a világbajnok, egyszer az olimpiai bajnok magyar kardcsapat tagja. Legjobb egyéni eredménye az 1959. évi párizsi világbajnokságon elért második helyezés. Az aktív sportolástól az 1964. évi tokiói olimpia előtt vonult vissza.

### Sporteredményei
- olimpiai bajnok:
  - 1960, Róma: csapat (Delneky Gábor, Gerevich Aladár, Horváth Zoltán, Kárpáti Rudolf, Kovács Pál)
- kétszeres világbajnok:
  - 1957, Párizs: csapat (Gerevich Aladár, Horváth Zoltán, Kárpáti Rudolf, Kovács Pál, Szerencsés József)
  - 1958, Philadelphia: csapat (Gerevich Aladár, Horváth Zoltán, Kárpáti Rudolf, Kovács Pál)
- háromszoros világbajnoki 2. helyezett:
  - 1959, Budapest:
    - egyéni
    - csapat (Delneky Gábor, Gerevich Aladár, Horváth Zoltán, Kárpáti Rudolf)

  - 1962, Buenos Aires: csapat (Bakonyi Péter, Gyuricza József, Horváth Zoltán, Meszéna Miklós, Pézsa Tibor)
- háromszoros világbajnoki 3. helyezett:
  - 1957, Párizs: egyéni
  - 1961, Torino: csapat (Bakonyi Péter, Delneky Gábor, Horváth Zoltán, Kárpáti Rudolf, Meszéna Miklós)
  - 1963, Gdansk: csapat (Bakonyi Péter, Kovács Attila, Meszéna Miklós, Pézsa Tibor, Szerencsés József)
- világbajnoki 5. helyezett:
  - 1962, Buenos Aires: egyéni
- főiskolai világbajnoki 2. helyezett:
  - 1954, Budapest: csapat (Hámori Jenő, Kardos Ferenc, Keresztes Attila, Magay Dániel, Örley Tamás)
- ifjúsági világbajnok:
  - 1956, Luxemburg: egyéni
- ifjúsági világbajnoki 2. helyezett:
  - 1954, Cremona: egyéni
- ifjúsági világbajnoki 3. helyezett:
  - 1957, Varsó: egyéni

## Edzői pályafutása
1968-ban a Sportvezető és Edzőképző Intézetben (SEKI) edzői, 1973-ban a Testnevelési Főiskolán vívó szakedzői oklevelet szerzett. Emellett sebész diplomája is volt. Visszavonulása után a Budapesti Vasas edzője lett. Irányítása alatt a Vasas kardcsapata három alkalommal nyerte el a bajnokcsapatok Európa-kupáját. Tanítványai közül Hammang Ferenc és Kovács Attila kétszeres, Kovács Tamás és Marót Péter egyszeres világbajnok, illetve Hammang Ferenc olimpiai bronzérmes, Kovács Tamás kétszeres olimpiai bronzérmes, Marót Péter olimpiai ezüstérmes lett.
1979- től Angliában dolgozott mint a kard válogatott edzője és szövetségi kapitány. Elvált korábbi feleségétől, a szintén olimpiai bajnok Ágoston Judittól, és újból megnősült[forrás?]. Mivel az engedélyezett kintlét után nem tért haza, ezért disszidensnek nyilvánították, vagyonelkobzásra ítélték, korábbi kitüntetéseit megvonták. 1993-ban visszatelepült Magyarországra, Várgesztesre. Halála után, 2009-ben rehabilitálták.

## Díjai, elismerései
- Mesteredző (1975)
- Magyar Sportért Emlékérem arany fokozata (2009)